# 俄羅斯入侵烏克蘭期間對烏克蘭人種族滅絕的指控

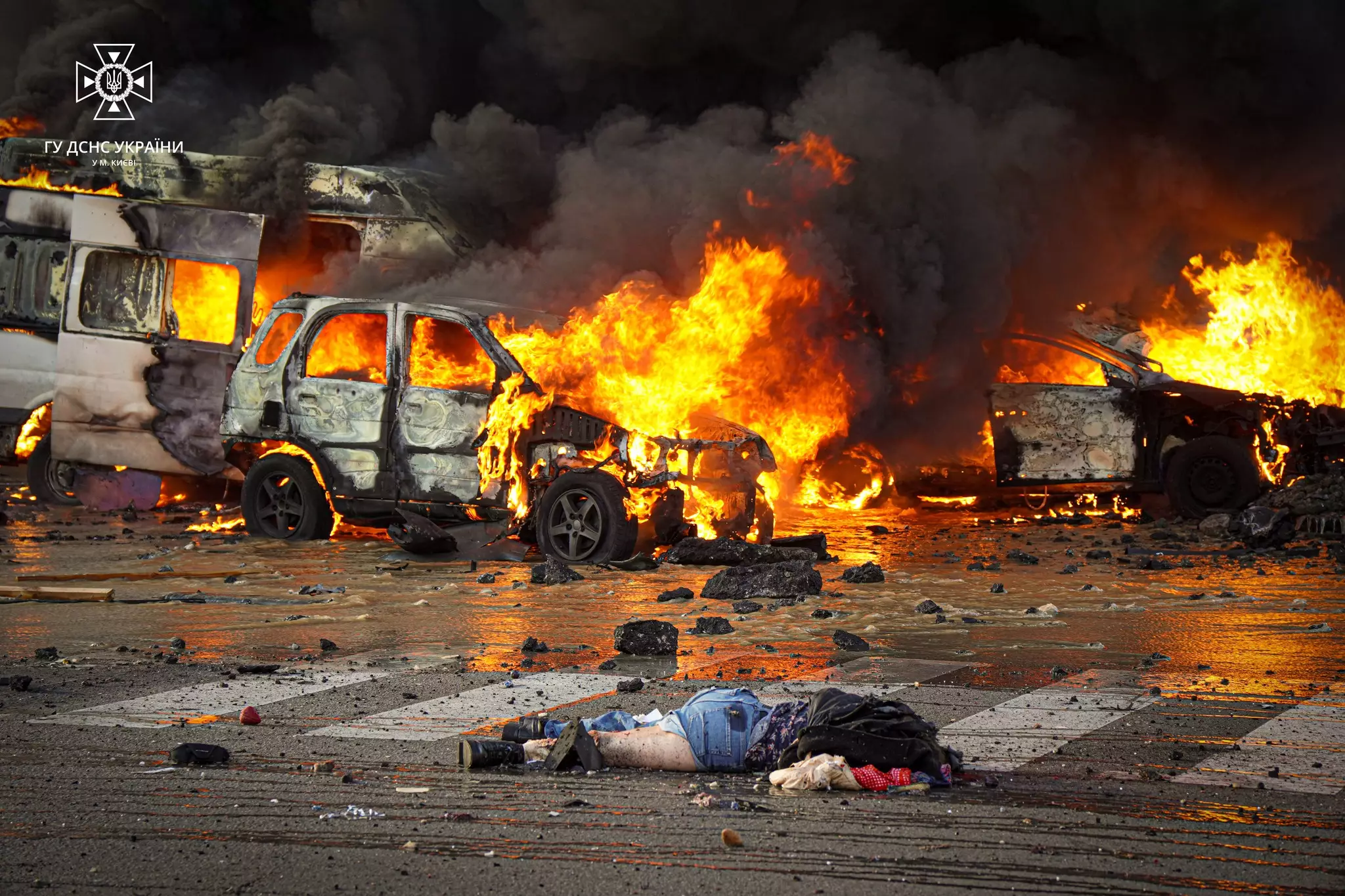
2022年10月10日，基辅遭俄军炮击现场

俄羅斯入侵烏克蘭期間，包括波蘭、烏克蘭、加拿大、愛沙尼亞、拉脫維亞、立陶宛和爱尔兰在內的國家議會宣佈烏克蘭境內正在發生種族滅絕事件。叶夫根尼·芬克尔、提摩西·史奈德和格里戈里·斯坦顿等種族滅絕學的學者，以及法律專家奥托·卢赫特尔汉特和扎哈尔·特罗平（Zakhar Tropin）不同程度地声称俄罗斯正在乌克兰实施种族灭绝。而拉乌尔·瓦伦堡人权中心发布了一份全面的报告，其结论是俄罗斯入侵乌克兰存在“非常严重的种族灭绝风险”。
人权律师胡安·门德斯表示种族灭绝的说法值得调查，但是不应该拿来猜测。种族灭绝学者亚历山大·拉班·辛顿认为必须把俄罗斯总统弗拉基米尔·普京2022年4月13日发表的讲话与战争罪联系起来，才能确定种族灭绝意图，但俄罗斯“很有可能”在乌克兰实施种族灭绝。而俄罗斯入侵乌克兰的战争罪行包括性暴力、虐待、法外处决及抢掠。
2023年3月17日，国际刑事法院结束在乌克兰调查战争罪、危害人类罪或种族灭绝的行动，正式就俄羅斯入侵烏克蘭期間的兒童綁架事件，向俄罗斯总统普京、俄罗斯儿童权利专员玛丽亚·利沃娃-别洛娃发出拘捕令。俄罗斯国防部表示，仅2022年2月24日至6月18日间，就有超过30.7万乌克兰儿童被转送到俄罗斯。

## 背景

### 种族灭绝的法律定义
根据1948年《防止及惩治灭绝种族罪公约》，种族灭绝指蓄意全部或局部消灭某一民族、人种、种族或宗教团体，其行为包括：
|                                                                               | - （甲）杀害该团体之分子； - （乙）致使该团体之分子在身体上或精神上遭受严重伤害； - （丙）故意使该团体处于某种生活状况下，以毁灭其全部或局部之生命 - （丁）强制施行办法意图防止该团体内之生育； - （戊）强迫转移该团体之儿童至另一团体 |
| ——摘自 维基文库中的相關文獻：防止及懲治危害種族罪公約“第二条：危害种族的定义” | |

应予以惩治的行为除了种族灭绝，预谋危害种族、直接公然煽动危害种族、意图危害种族和共谋危害种族，各地方约有义务去预防压制有关行为。

### 俄罗斯入侵乌克兰的战争罪行

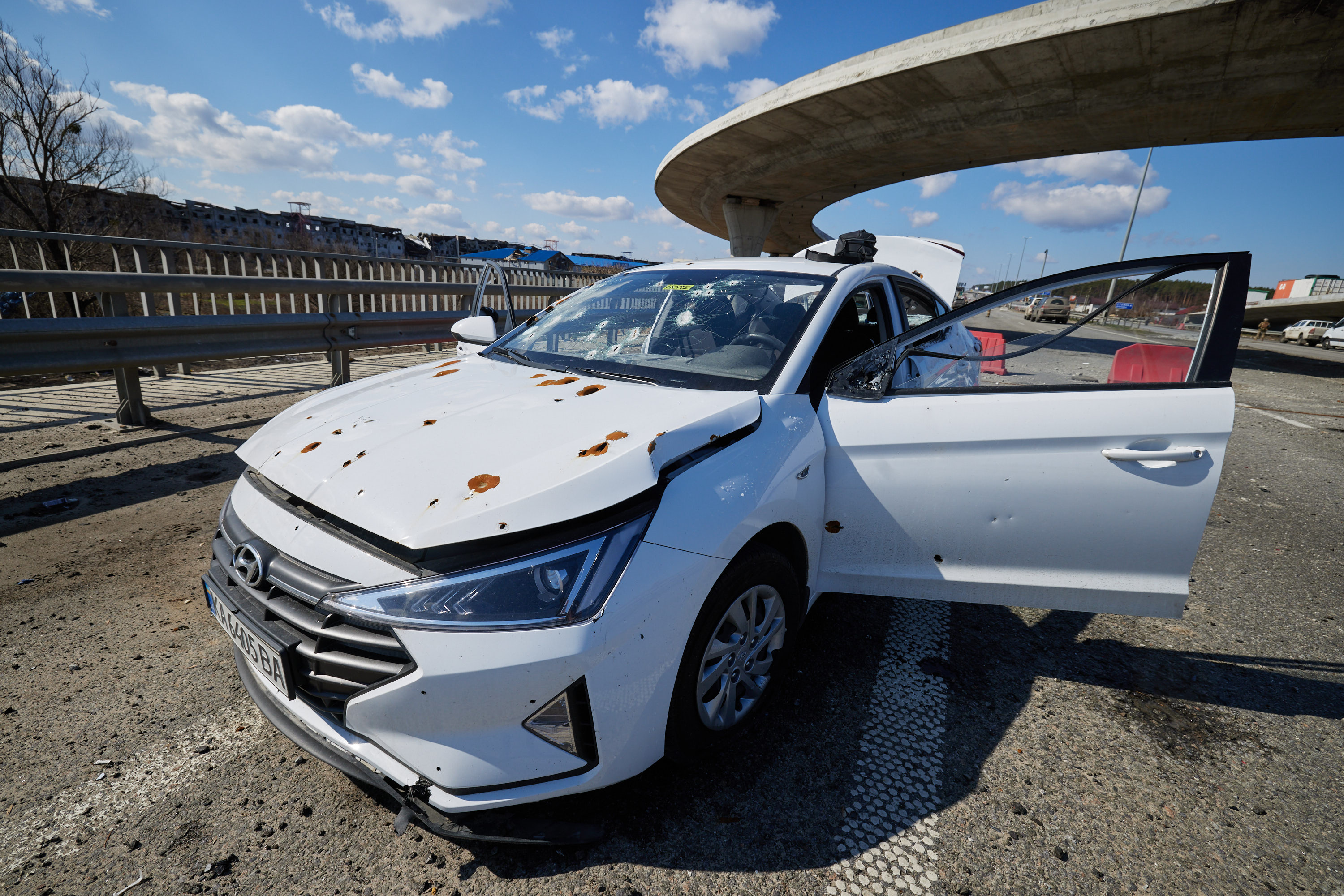
一辆布满子弹坑的平民用车，摄于基辅州伊爾平郊区

人权组织国际特赦组织与人权观察称俄罗斯联邦武装力量在入侵乌克兰期间对平民犯下大量罪行，包括虐待、处决、强奸和抢掠。
英国皇家国防联合研究所（Royal Joint Institute for Defense Studies）杰克·惠廷（Jack Watling）表示称，上述行为是俄军反游击战教条的部分体现，其目标是“报复敢于抵抗的平民”，类似于的战术也出现在第二次车臣战争、阿富汗战争及二战期间。

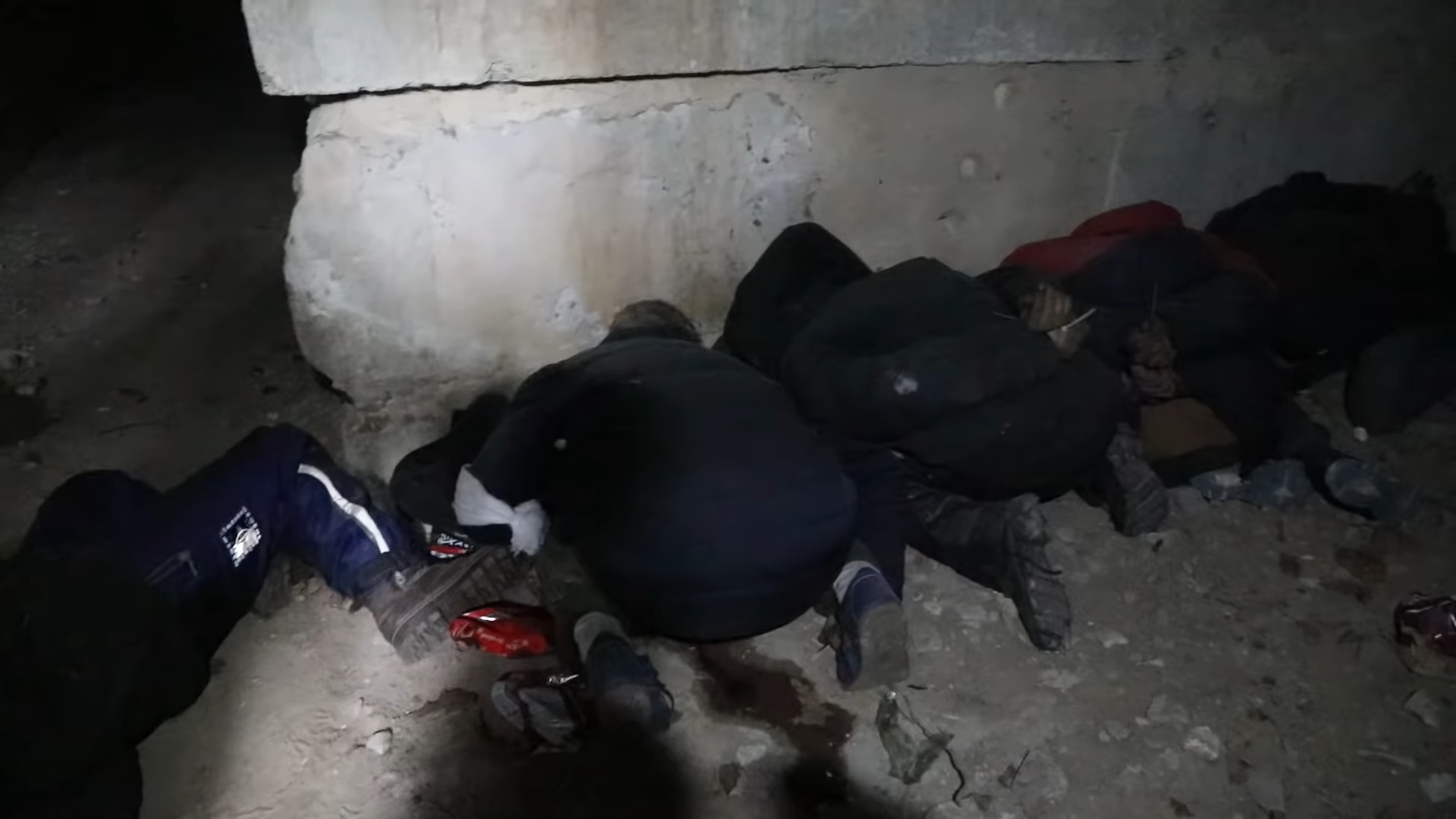
在布查一所民宅地下室遭集体枪杀的平民

英国与德国情报界代表表示俄军杀害平民的行为呈现有组织的特征。英国军情六处负责人理查德·摩尔（Richard Moore）认为普京的入侵计划包括军方及特勤人员执行法外处决，布查惨案与此有关。
4月7日，德国《明镜》杂志披露了德国情报界于4月6日向德国联邦议院提供的数据。据与会议员透露，情报人员截获了无线电通讯录音，显示俄方军事人员不仅杀害平民，而且会在审讯结束后处决乌克兰战俘，通讯内容则与布查出现尸体的位置对应。《明镜》总结称，通讯内容证明屠杀行为既不是随性而为，也不是俄军基层人员私自作出，更可能是“恐吓平民、镇压抵抗力量”的“清理策略”。
国际人权联盟和联盟乌克兰成员公民自由中心指出，有证据显示俄军强行将平民从被围攻的马里乌波尔运往俄罗斯、顿涅茨克州、卢甘斯克州和克里米亚的過濾營。公民自由中心表示，众多家庭被拆散，手机与文件被没收。除此之外，俄军还阻止平民通过人道主义走廊前往乌克兰控制区，并朝平民开枪。乌克兰官员表示，俄军向平民开枪的行为出现在苏梅、哈尔科夫及基辅。
国际特赦组织总干事在接受德国之声采访时，指控俄罗斯采用有针对的战术，以消耗被围困城市的平民（包括暂停供电、供水、供暖、供食物），让平民陷入人道主义灾难。此外还有阻断人道主义走廊、炮击大巴、杀害逃离被围困城市平民的报告。
俄罗斯常驻维也纳国际组织代表米哈伊尔·伊万诺维奇·乌里扬诺夫在Twitter回应了乌克兰总统弗拉基米尔·泽连斯基感谢美国提供新一轮武装援助的帖文，称乌克兰平民也需要美国援助。不过米哈伊尔随后删除了帖文。乌克兰最高拉达主席鲁斯兰·斯特凡丘克呼吁奥地利总统亚历山大·范德贝伦和总理卡尔·内哈默将米哈伊尔列为不受欢迎的人，并遣送回俄罗斯。

## 各国认可

承认俄军在入侵乌克兰期间对乌克兰平民进行种族灭绝的国家，蓝色代表通过决议正式承认的国家，黄色代表两院制议会中仅上院或下院正式承认的国家

2022年3月23日，波兰众议院通过一项承认俄军在乌克兰境内犯下战争罪、反人类罪、侵犯人权的决议。根据该决议，波兰就俄军在乌克兰境内作出的种族灭绝及其他违反国际法的行为进行谴责。决议还表示有关罪行是在军队总指挥、俄罗斯总统弗拉基米尔·普京的指挥下进行的。
2022年4月14日，乌克兰最高拉达通过《关于俄罗斯联邦在乌克兰实施种族灭绝决议》，将俄军及俄领导层在乌克兰的行为定性为对乌克兰人民的种族灭绝。决议指出，俄罗斯犯下的种族灭绝行为包括：
- 俄罗斯军队在临时占领区犯下大规模暴行；
- 蓄意杀害平民的系统性案件；
- 大规模驱逐平民；
- 将流离失所的乌克兰儿童转移到俄罗斯的教育系统；
- 扣押及有针对性地摧毁经济基础设施；
- 俄罗斯联邦逐渐毁灭乌克兰人的系统性行为

2022年6月，美国国会两党小组提出一项将俄罗斯在乌克兰的行为定调为种族灭绝的决议，类似决议也在参议院提出，但截至2022年11月均未获得通过。
正式承认乌克兰遭受种族灭绝的国家还有：
- 爱沙尼亚[4]
- 拉脫維亞[5][36]
- 立陶宛[6]
- 乌克兰[31]

部分承认（未通过法案）的国家：
- 加拿大（仅下議院）[3]
- 捷克（仅上議院）[37]
- 爱尔兰（仅上議院）[7]
- 波蘭（仅下議院）[1]

## 官方及组织的回应

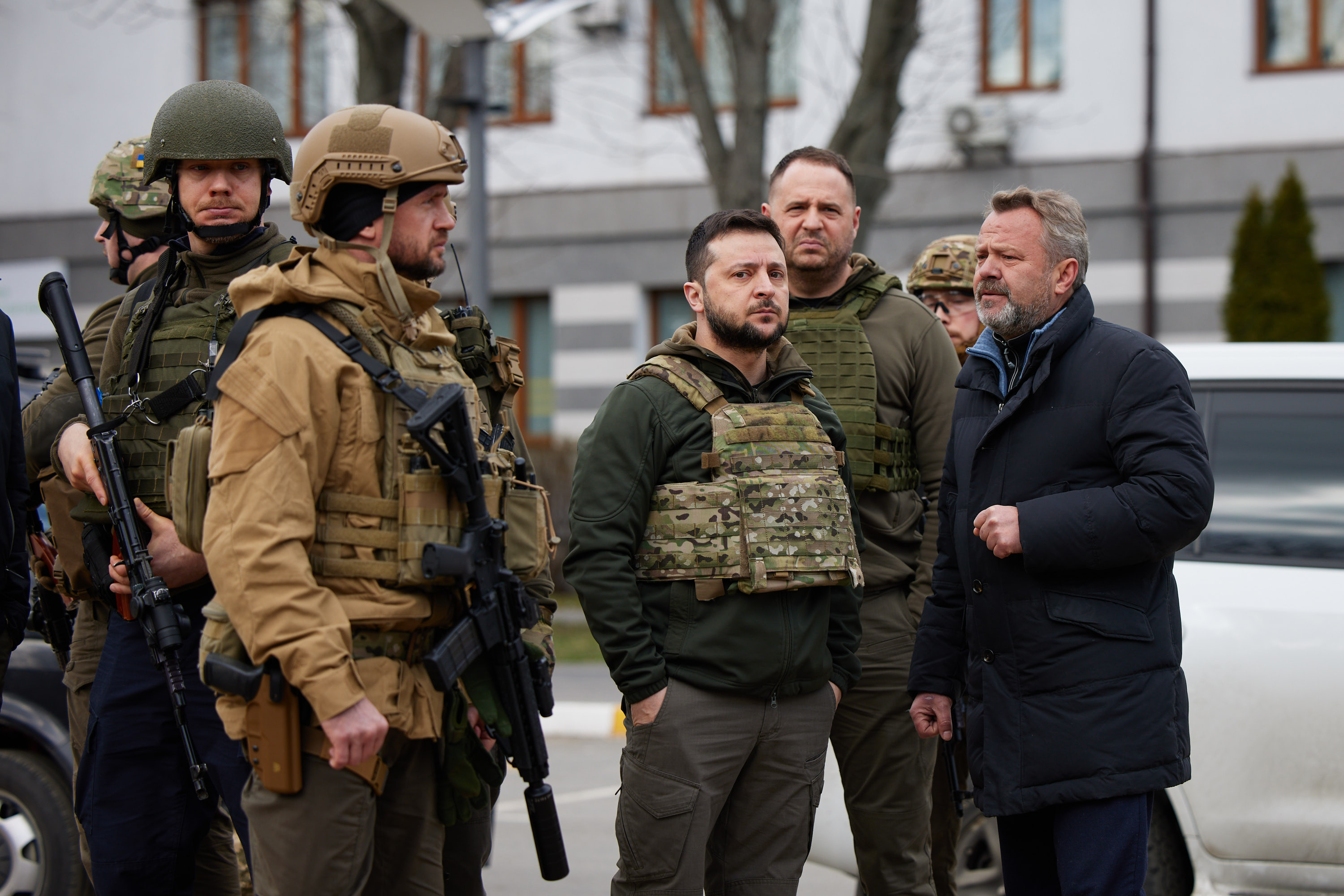
弗拉基米尔·泽连斯基视察基辅州

布查惨案证据公开的几天后，乌克兰总统弗拉基米尔·泽连斯基宣称乌克兰正经历一场未遂的种族灭绝。波兰总统安杰伊·杜达、总理馬特烏什·莫拉維茨基、西班牙首相佩德羅·桑切斯、哥伦比亚总统伊万·杜克、美国总统乔·拜登和加拿大总理贾斯汀·杜鲁多纷纷将乌克兰的局势定调为种族灭绝。英国首相鲍里斯·约翰逊表示“布查的暴行远远不止种族灭绝那么简单”。
2022年4月13日，法国总统埃马纽埃尔·马克龙表示会“谨慎对待”种族灭绝一词，质疑“言辞升级”无助于战争结束，指“俄罗斯单方面发动了一场残酷的战争，现已确定俄罗斯军队犯下了战争罪”。泽连斯基批评了马克龙的定性。
全乌克兰教会及宗教团体领事会呼吁世界各国承认乌克兰人民在战争期间遭受种族灭绝，谴责“俄罗斯世界”的意识形态。
由格雷戈里·斯坦顿创办、总部设在华盛顿哥伦比亚特区的非政府组织种族灭绝观察于2022年4月发出“种族灭绝紧急警报”（Genocide Emergency Alert），指控俄罗斯通过“城市灭绝”政策对乌克兰人进行种族灭绝。
多个国际组织通过了调查种族灭绝问题的决议，包括歐洲理事會議員大會和欧洲议会，多国领导人及官员也针对有关问题发出声明。

## 国际刑事法院的行动

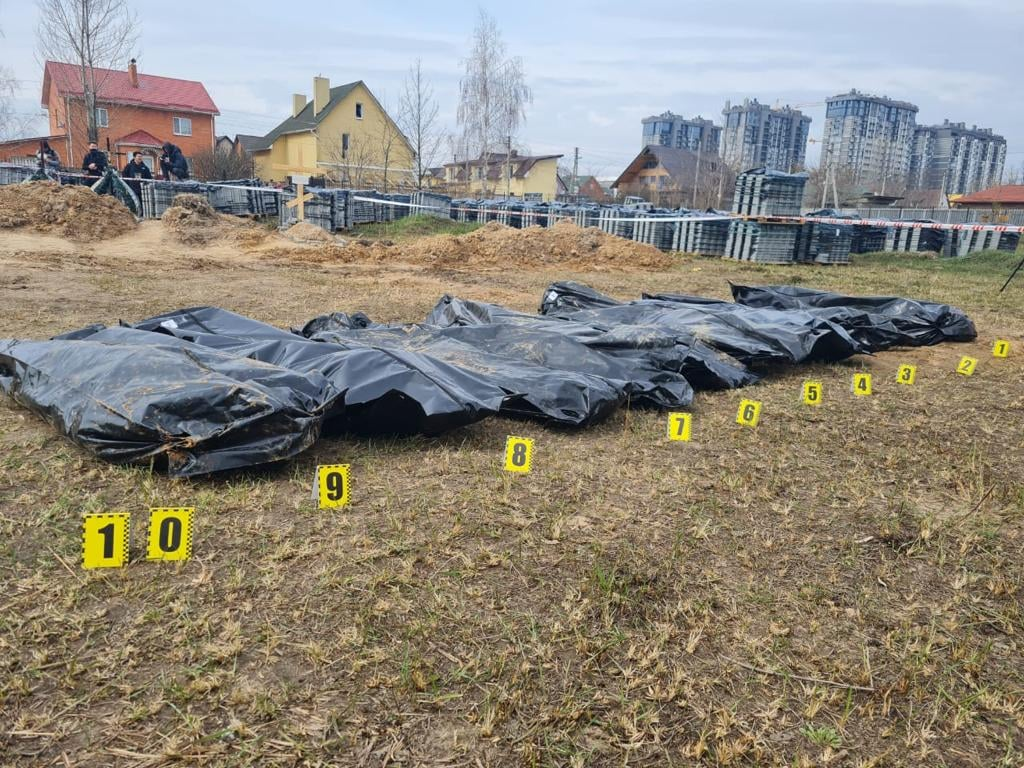
俄军占领布查后，当地出现装有平民尸体的裹尸袋

在获得39个国家的正式转介后，国际刑事法院首席检察官卡里姆·艾哈迈德·汗于2022年3月初对自2013年11月以来，“任何人”在乌克兰犯下可能涉及战争罪、危害人类罪和种族灭绝罪行为启动调查。早在2022年之前，法院通过初步调查，发现了“有合理理由相信已经犯下了法院管辖范围内的罪行”，同时“查明了可以受理的潜在案件”。
2022年3月4日，联合国人权理事会成立烏克蘭問題獨立國際調查委員會，调查违反人权及国际人道法的行为。2023年9月25日，委员会主席埃里克·莫斯在理事会第54届大会上更新调查进展，称“委员会也关注乌克兰的种族灭绝指控。不妨说，俄罗斯当局与其他媒体传播的一些言论可能构成煽动种族灭绝”。其他国家也基于普遍管辖权原则，对战争罪行进行单独调查。
2022年11月，乌克兰检察长安德烈·科斯廷称乌克兰执行部门已录得“300多项完整符合种族灭绝定义的事实”，现正调查五项有关种族灭绝的诉讼。
2023年3月17日，国际刑事法院正式向普京本人发出逮捕令，指控普京对俄罗斯入侵乌克兰期间将乌克兰的儿童非法驱逐及转移到俄罗斯的行为负有刑事责任。此为国际刑事法院首次对联合国安理会五大常任理事国在位国家元首发出逮捕令，也是全球五大拥核国家的国家元首首次被发逮捕令。
2023年4月，欧洲检察官组织“在乌克兰境内犯下的疑似核心国际犯罪”联合调查组对俄军在乌克兰犯下战争罪的调查追加种族灭绝罪。

## 评估
- 一、有合理理由得出俄罗斯应对以下行为负责的结论：(1）直接公开煽动实施种族灭绝，以及（2）可以推断其意图部分摧毁乌克兰民族群体的暴行模式；
- 二、乌克兰存在严重的种族灭绝风险，以至于触发所有国家防止种族灭绝的法律义务。

2022年5月27日，美国费尔法克斯大学新线战略与政策研究所（Newlines Institute for Strategy and Policy）与拉乌尔·瓦伦堡人权中心发布联合报告，称有合理理由得出俄罗斯违反1948年《防止及惩治灭绝种族罪公约》两项条款的总论，一是通过否认乌克兰是国家、否认乌克兰人作为民族存在来公开煽动种族灭绝，二是将乌克兰儿童强制转移到俄罗斯，此行为符合公约第二条所列的种族灭绝行为。《外交政策》杂志的一篇文章认为普京的目标是“抹去乌克兰作为政治与国家实体的地位，将乌克兰人民俄罗斯化”，意味着这份报告是对俄罗斯战争可能演变成为种族灭绝的警告。2023年7月26日，新线研究所追加发布报告，总结称俄罗斯持续不断进行种族灭绝，而且有加剧迹象，严重违反《防止及惩治灭绝种族罪公约》，各缔约国若要履行其义务，必须强大力度阻止种族灭绝。维也纳西格蒙德·弗洛伊德私立大学教授拉尔夫·贾尼克博士（Ralph Janik）称报告开创性地将种族灭绝意图与已实施的行为联系起来，这是证明种族灭绝发生的必备条件。
2022年8月23日，美国战争研究所的一份评估报告认为乌克兰儿童正被俄罗斯家庭收养，认为“意图全部或部分消灭一个民族、族裔、种族或宗教群体，强制将儿童从一个群体转移到另一个群体是违反《防止及惩治灭绝种族罪公约》的行为”。8月30日，该所表示俄罗斯正为流离失所的乌克兰人在俄罗斯建立“收容中心”，可能是为消灭乌克兰人的文化认同创造环境，是人口转移运动的一环，当中有些乌克兰人被强制关进去。
人权法教授、前联合国预防种族灭绝特别顾问胡安·门德斯表示：“我觉得（俄罗斯犯下的种族灭绝行为）非常值得调查。当然了，迄今为止许多受害者都是平民，忽略这一点的话，就会是严重的错误。之所以会忽略，可能是因为他们是乌克兰人，而乌克兰人是民族血统，符合种族灭绝部分定义的条件......但平民遇害的事实并不一定属于种族灭绝”。不论这些罪行是战争罪、危害人类罪或是种族灭绝，“三个罪行需要国际社会调查、起诉、惩处肇事者”。
伦敦国王学院国际政治系讲师乔纳森·利德·梅纳德（Jonathan Lieder Maynard）在2022年4月表示，目前证据还不太符合《防止及惩治灭绝种族罪公约》中有关种族灭绝的严格定义。他指出：“也许这些暴行可能是种族灭绝，或者将来可能发展成种族灭绝，但证据仍然不足。”与此同时，梅纳德呼吁各方关注普京总统否认乌克兰自古以来就是独立国家的“让人深感不安”的言辞。他表示，这句话体现了“种族灭绝式思维方式”，因为普京认为乌克兰“是假的，所以没有存在的权利”。梅纳德不认为当下存在“种族灭绝可能即将发生或已经发生”的重大风险，认为“制止俄罗斯军队暴行的最可行策略，是帮助乌克兰军队将俄罗斯军队赶出乌克兰领土”。梅纳德认为通过现有证据能更加清晰证明的罪行，是俄罗斯煽动种族灭绝。
罗格斯大学种族灭绝与人权研究中心（Center for the Study of Genocide and Human Rights）主任亚历山大·辛顿在接受BBC采访时表示过去几个礼拜，“有很多事情起了变化”，俄军“很有可能”进行种族灭绝。辛顿表示，必须把普京总统种族灭绝的措辞与暴行本身明确联系起来，才能证明俄军存在种族灭绝的意图。后来辛顿认为大规模驱逐、强制转移儿童证明俄罗斯在乌克兰犯下种族灭绝行为，指以往俄罗斯多次犯下种族灭绝或其他违反国际法的罪行。

### 意图种族灭绝的证据
叶夫根尼·芬克尔和提摩西·史奈德等学者认为，除了种族灭绝定义内所列的行为，还有种族灭绝意图，两者共同构成种族灭绝。

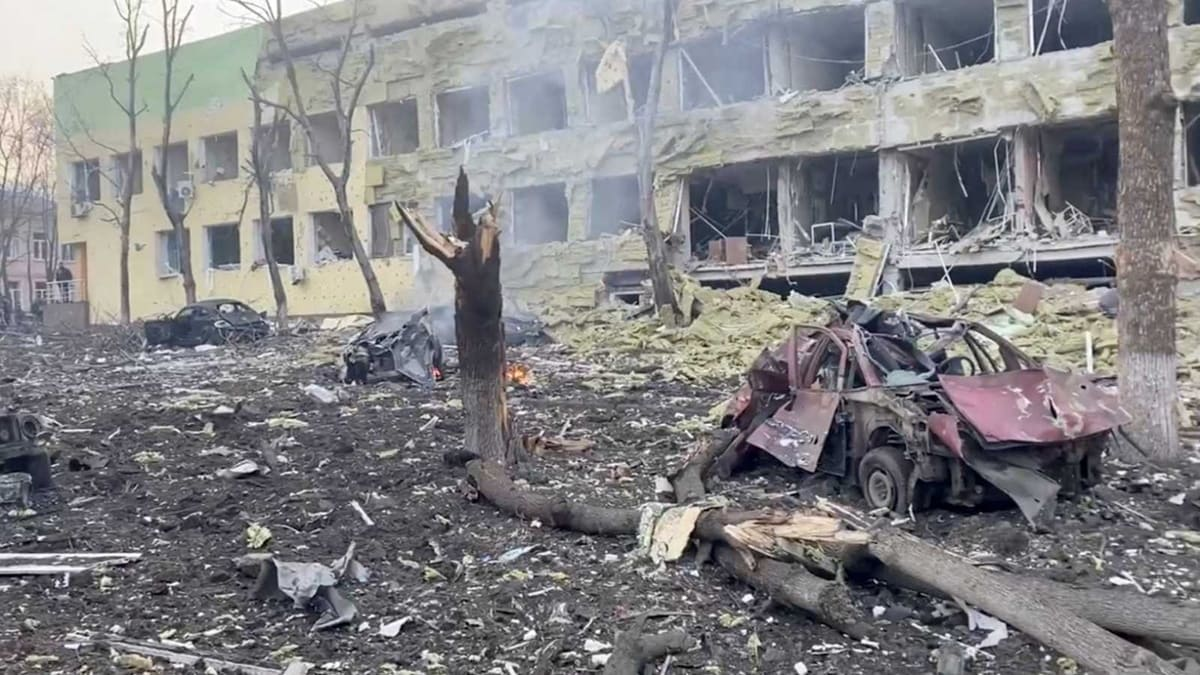
馬里烏波爾醫院空襲后的现场

专门研究纳粹大屠杀的学者叶夫根尼·芬克尔表示，俄军在入侵乌克兰的首阶段遭遇乌军顽强抵抗后，入侵目标就产生了变化。芬克尔表示，把布查惨案及蒂莫菲·尼古拉耶维奇·谢尔盖采夫在俄罗斯新闻社发表的社论《俄羅斯應該如何處理烏克蘭》中大量涉及种族灭绝意图的言辞结合来看，种族灭绝已经发生。针对《俄罗斯应该如何处理乌克兰》一文，专门研究东欧及犹太人大屠杀的历史学家提摩希·D·史奈德认为该文章展现了俄罗斯当局“彻底消灭乌克兰民族的明确计划”。施耐德表示，谢尔盖采夫称俄罗斯当局所定义的“纳粹分子”，是“拒绝承认自己是俄罗斯人的乌克兰人”，任何“喜爱乌克兰文化或欧盟”的行为都是纳粹行为。施耐德认为文章非但没有把俄罗斯人定义为纳粹分子，而且还将对乌克兰采取法西斯做法进行合理化，呼吁展开所谓的“去纳粹化”。施耐德称文章是他读过的“最直言不讳地种族灭绝文件”，指文章呼吁对2000万乌克兰人中的大多数进行杀戮，或是送往劳改营。施耐德指出，谢尔盖采夫文章发布的日期，正是布查惨案遭公开的两天后，从而确立了种族灭绝意图，而种族灭绝意图的确定比其他大规模屠杀案件更容易在法律层面被证明。
《卫报》认为，包括俄新社在内的俄罗斯官媒都认为乌克兰抵抗入侵就是“纳粹主义”的证据，因此鼓吹种族灭绝。2023年9月25日，烏克蘭問題獨立國際調查委員會认为俄罗斯官媒及其他媒体传递的部分言辞可能构成煽动种族灭绝罪。
施耐德表示，一项对普京数十年来讲话内容的分析，证明了普京一直以来都打算对乌克兰人进行种族灭绝：“了解普京的种族灭绝动机，可以帮助我们当中的一些人理解战争为何爆发、会走向何处、为什么不能输。”
种族灭绝观察的创办人兼负责人格雷戈里·斯坦顿告诉英国广播公司，有证据显示“俄军确实打算摧毁乌克兰民族团体的部分人”，这解释了俄军为什么不单只杀害作战人员及乌军，还要对平民下狠手。对于普京在入侵前发表的电视讲话宣称八年的顿巴斯战争看起来像种族灭绝，斯坦顿表示这恰好体现了部分学者所认为的“镜像”效果：“一般来说，种族灭绝的肇事者会控诉另一方，也就是被针对的受害者早在自己之前就打算种族灭绝。现在情况正好是这样。”

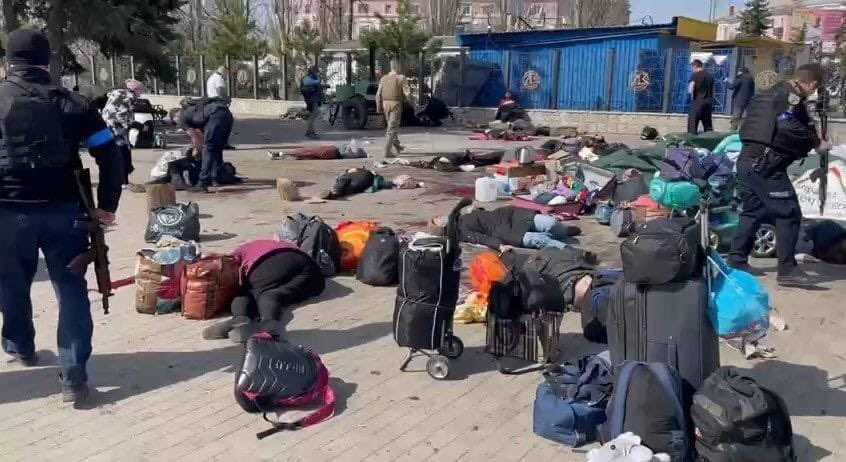
克拉马托尔斯克火车站空袭现场遇难者遗体

德国《每日镜报》发布了律师奥托·卢赫特尔汉特的法律观点，称俄军封锁马里乌波尔等罪行从国际法角度来看，确实就是种族灭绝。在德国之声的采访中，他表示：
|                                                          | - 第一是俄军对马里乌波尔进行围困。事实上自3月初以来，乌军就无法进入当地，为当地居民提供食物及其他生存必备物资。居民的水源、电力、暖气，以及移动通讯被切断，依现在的标准来看，这相当于居民与外部世界的联络被切断。 - 第二是俄军持续轰炸居民区及居民，尤其是医疗、文化等非供电非军事设施。最令人震惊的是对儿童医院的袭击。对于这一点，就连俄罗斯的宣传机器都自相矛盾，一开始说假的、完全不存在，后来改说医院里有乌军营部、右翼分子及‘纳粹分子’。 - 只要看看客观事实，就可以知道俄军或普京总统主观上打算从地球表面摧毁抹掉马里乌波尔及马里乌波尔居民，也就是系统性地毁灭平民、按计划展开行动，而不是随机轰炸 |
| ————德国之声对奥托·卢赫特尔汉特的专访，2022年3月24日发布 | |

对于以“种族灭绝”一词指特定民族的毁灭，他表示：“是的，因为我们正在谈论的马里乌波尔社区是乌克兰人民的一份子，也就是乌克兰民族团体。而（提出种族灭绝这个词）不只是在保护人民免受整体摧毁行动伤害，局部行动也保护。”
基辅大学国际关系学院国际法系副教授扎哈尔·特罗平（Zakhar Tropin）在Facebook主页发文称：
|  | 发生在布恰、伊尔平和霍斯托梅尔，乃至整个乌克兰的可怕事件应与俄罗斯当局所谓的‘特别行动’目标一起考虑和提及。侵略者的领导层直接表示行动目标就是所谓的‘去纳粹化’，也就是种族灭绝罪。 |

2022年9月5日，种族灭绝观察按照种族灭绝的十个阶段评估乌克兰局势，称为目前情况属于第四阶段的非人化（dehumanization）、第八阶段的迫害（persecution）、第九阶段的消灭（extermination）和第十阶段的否认（denial），基于俄罗斯故意屠杀、强制驱逐、虐待、性侵乌克兰平民，通过散播仇恨言论的方式煽动、合理化、否认种族灭绝。

### 种族灭绝的风险与预防义务
在2007年2月的一份裁决书针对波斯尼亚大屠杀案的判决书中，国际刑事法院认为各成员国得知，或者一般情况下应该得知种族灭绝一旦犯下，会存在严重风险。而种族灭绝行为一旦出现，《防止及惩治灭绝种族罪公约》所列的预防义务就会触发，各缔约国应分析风险，告知有关各方应对措施。而这一义务“是行为而非结果”，需要各国“尽可能采取一切合理可用的手段”，否则会因不采取行动而面临承担责任的风险。
联合国预防种族灭绝问题特别顾问爱丽丝·恩德里图（Alice Nderitu）在2022年6月向联合国安理会通报了各国预防种族灭绝的法律义务，称国际法院在2022年3月16日就乌克兰诉俄罗斯联邦案作出的裁决中提出了临时措施，要求俄罗斯“立即停止军事行动”。
新线研究所特别倡议主任阿齐姆·易卜拉欣（Azeem Ibrahim）表示，《防止及惩治灭绝种族罪公约》“始终以预防为先”，各缔约国在法庭裁定事件属于种族灭绝前不采取任何行动，“从本质上讲就是在混淆视听，企图逃避责任”。
在2023年9月国际刑事法院的听证会上，乌方提交了普京等大量俄罗斯政坛人物的言论，称当中体现了种族灭绝的意图。代表俄方的根纳季·库兹明称“言论就是言论，不具有法律效力，与《防止及惩治灭绝种族罪公约》无关”。在国际刑事法院，俄罗斯一开始最初反驳说是乌克兰对“当地俄罗斯人进行了种族灭绝”，并以此作为其侵略的理由，但乌克兰表示说没有发生言论所提及的种族灭绝事件，库兹明辩称，既然乌克兰声称“没有发生种族灭绝事件”，案件就应该被驳回，从而无视俄军实际上对乌克兰人进行种族灭绝的指控。

## 延伸阅读
- Apt, Clara. . Just Security. 2023-02-14. （原始内容存档于2023-08-21）.
- Ellyatt, Holly. . CNBC. 2022-11-25. （原始内容存档于2022-11-25）.
- O'Brien, Melanie. . Australian Institute of International Affairs. 2022-07-21. （原始内容存档于2023-07-18）.